# Nicsara quadrituberculata
Nicsara quadrituberculata är en insektsart som först beskrevs av Ludwig Redtenbacher 1891.  Nicsara quadrituberculata ingår i släktet Nicsara och familjen vårtbitare. Inga underarter finns listade i Catalogue of Life.